# Английская республика
Англи́йская респу́блика (англ. Commonwealth of England, в буквальном переводе Англи́йское Содру́жество), позднее Содру́жество А́нглии, Шотла́ндии и Ирла́ндии (англ. Commonwealth of England, Scotland and Ireland) — историческая форма правления в Англии с 1649 по 1660 годы, введённая в ходе Английской революции после казни короля Карла I и упразднения монархии. Этот период английские историки именуют также «Междуцарствием» (English Interregnum), поскольку в 1660 году монархия в Англии была восстановлена.

## Создание Английской республики (1649)
26 января 1649 года Карл I, король Англии, Шотландии и Ирландии, был приговорён к смерти за «преступные действия против английского парламента и народа». Казнь состоялась 4 дня спустя. 17 марта парламент объявил об упразднении английской монархии как «ненужной, обременительной и опасной для блага народа». Была упразднена также палата лордов. Предварительно (6 декабря 1648 года) из парламента были изгнаны и частично арестованы все умеренные депутаты — 150 из общего числа 250 членов палаты общин («Прайдова чистка»).
19 мая 1649 года парламент торжественно принял «Акт об объявлении Англии республикой», где провозглашалось, что страна управляется парламентом и назначенными им должностными лицами. Фактически власть принадлежала армейской верхушке во главе с Оливером Кромвелем, которые опирались на радикальных пуритан-индепендентов.
Формально высшим органом власти был объявлен Государственный совет из 41 члена, ежегодно избираемый парламентом. Судебные органы и общее право были сохранены в прежнем виде.

## Основные события в период республики
Казнь короля вызвала у европейских монархов возмущение, политические и торговые связи с новым режимом были свёрнуты или сокращены до минимума. Франция, Испания и Австрия направили официальный протест и пытались организовать вооружённое вмешательство, которое, впрочем, было нереализуемо из-за продолжавшейся войны. Россия, где правил царь Алексей Михайлович, изгнала всех английских купцов. 3 февраля 1649 года, сразу после казни Карла I, его сын принц Карл, бежавший в Голландию, при поддержке других монархий объявил себя законным королём Англии.
В Англии начались волнения бедноты (диггеры, левеллеры), жестоко подавленные Кромвелем. Одновременно поднялся мятеж в Ирландии и Шотландии. До конца 1649 года Кромвель проводил жестокое усмирение Ирландии, а затем прибыл в Шотландию, где местный парламент объявил принца Карла королём (шотландские пресвитериане бескомпромиссно противостояли как англиканам, так и индепендентам).
1 мая 1650 года Карлу пришлось подписать Бредское соглашение, в котором обязался сделать пресвитерианскую церковь государственной в Англии, Шотландии и Ирландии, а также даровать Шотландии самоуправление. Кардинал Мазарини от Франции и Вильгельм II Оранский от Голландии предоставили Карлу значительную денежную и материальную помощь. В том же 1650 году Карл высадился в Шотландии, где собрал крупную армию своих сторонников. Кромвель подтянул свои силы к шотландской границе и в решающей битве при Данбаре разгромил превосходящие силы противника. Английская армия заняла Эдинбург, после чего на некоторое время наступило затишье. Летом 1651 года Карл, пополнив свою армию, перешёл английскую границу. Окончательным итогом войны стала битва при Вустере, которая закончилась полной победой Кромвеля. Гражданская война на этом закончилась, Карл бежал во Францию. Шотландия и Ирландия, ранее считавшиеся отдельными государствами с общим королём, были объединены с Английской республикой в «Английское содружество», в 1653 году переименованное в «Содружество Англии, Шотландии и Ирландии».
После крушения надежд на военную победу над республикой сначала Испания, а вслед за ней и большинство других стран Европы признали новый режим в Англии. Из других событий данного периода можно отметить принятие «Навигационного акта» (1651), запретившего импорт на судах третьих стран. Акт был серьёзным ударом по голландской торговле и спровоцировал несколько англо-голландских войн (первая из них длилась с 1652 по 1654 годы; она же оказалась единственной в XVII веке, закончившейся победой англичан).

## Протекторат Кромвеля (1653—1659)

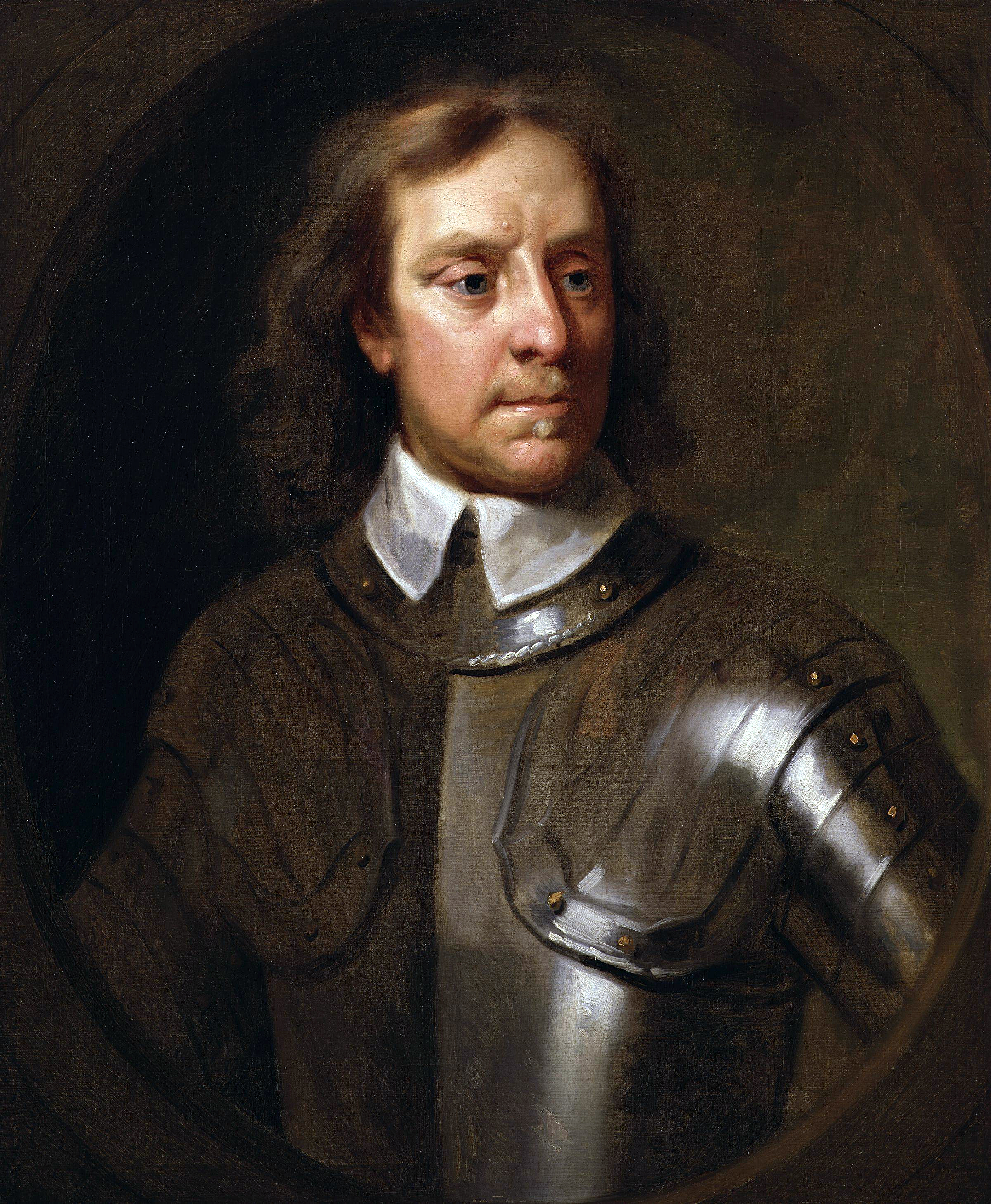
Оливер Кромвель

В апреле 1653 года члены парламента, не переизбиравшегося с 1640 года, решили сделать своё членство пожизненным. Кромвель с группой мушкетёров явился на заседание и разогнал собравшихся со словами: «Я положу конец вашей болтовне». С этого момента он стал править страной единолично. Члены новой палаты общин, образованной в июле 1653 г., были фактически не избраны, а назначены Государственным советом, то есть Кромвелем. Однако новый орган не проявил полной покорности, и спустя всего 5 месяцев был распущен.
16 декабря 1653 года правящая группа объявила Кромвеля пожизненным «Лордом-протектором» (буквально: Верховным защитником) страны, фактически с королевскими полномочиями. Был избран новый парламент (сентябрь 1654 года) из 400 депутатов, который просуществовал немногим более года и в январе 1655 года был распущен. Новый парламент (1657) предложил Кромвелю титул короля. Кромвель отверг это предложение, но согласился сделать свою власть наследственной.
Внутренняя политика Кромвеля была жёсткой пуританской диктатурой. Все виды азартных игр были запрещены. Доказанная супружеская измена каралась смертной казнью. Постоянно проводилась (малоуспешная) борьба с пьянством, строго соблюдались постные дни.
Внешняя политика в период протектората была направлена на укрепление военной и экономической мощи страны. Английский флот достиг превосходства над прежним морским гегемоном — Испанией, Средиземное море было очищено от пиратов, была захвачена Ямайка. Стремительно расширялась английская торговля. К этому времени, однако, Англия была втянута в долгую и разорительную войну с Испанией. Экономическое положение населения в целом ухудшилось, число сторонников восстановления монархии быстро росло.

## Конец Английской республики

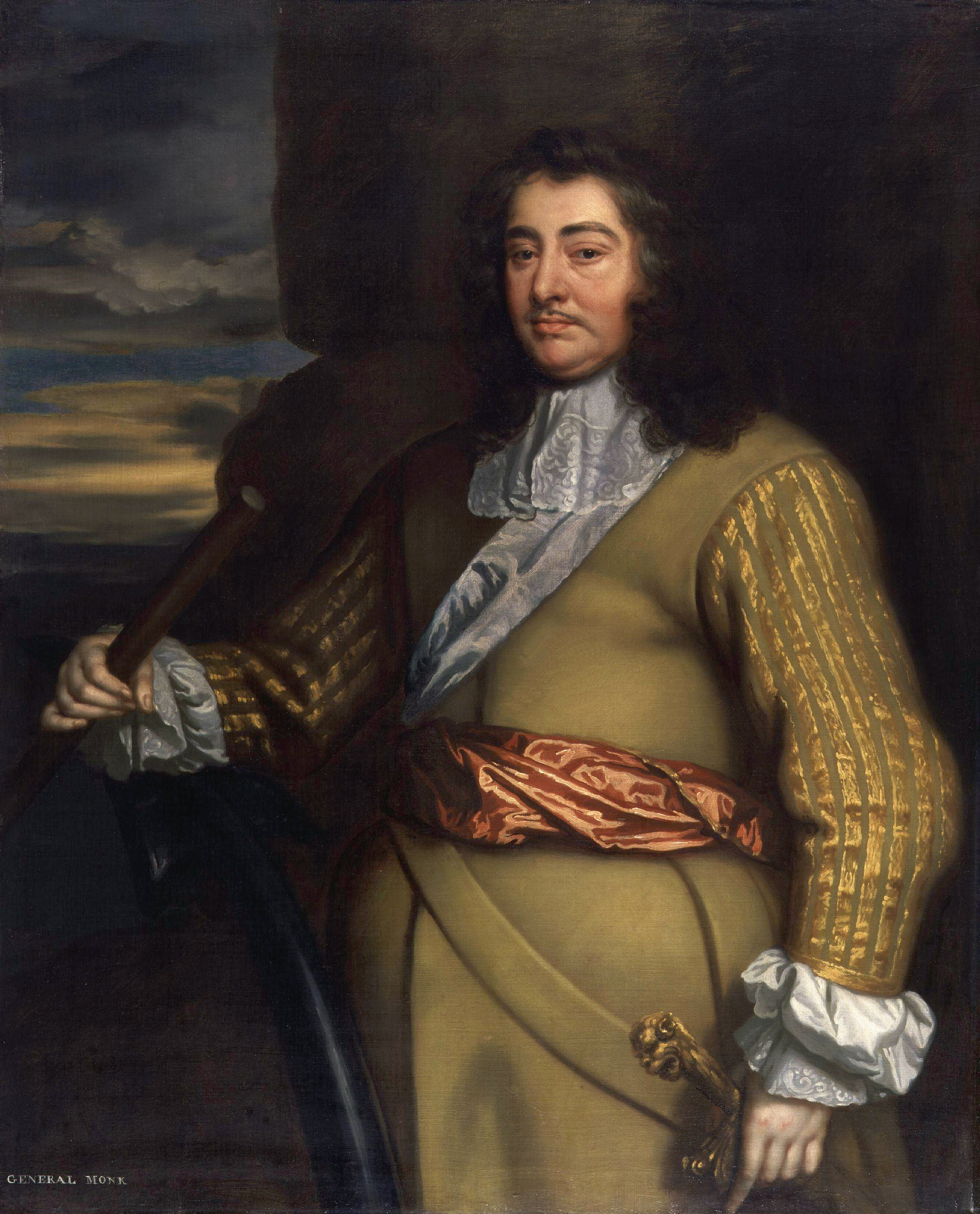
Генерал Джордж Монк

После смерти Оливера Кромвеля (сентябрь 1658 года) пост Лорда-протектора перешёл к его сыну Ричарду, который немедленно созвал новый парламент. Депутаты сразу принялись за демонтаж системы протектората, пытаясь восстановить принципы парламентской республики, и в первую очередь — поставить армию под свой контроль. Армия воспротивилась и потребовала от Ричарда распустить парламент; 22 апреля 1659 года Ричард Кромвель был вынужден подчиниться.
Тем не менее демонтаж протектората, у которого больше не было сторонников, продолжался. На место разогнанного парламента был созван Государственный совет из высших генералов и уцелевших депутатов Долгого парламента (избранных до периода протектората). Пост Лорда-протектора упразднили, Ричарду Кромвелю и его братьям в качестве компенсации выделили недвижимость, денежный доход и оплатили их долги. Все они больше не принимали участия в политике и после Реставрации не подвергались притеснению.
Тем временем в стране активизировались роялисты, к которым присоединялись пресвитериане, часть депутатов парламента и простонародье. В августе 1659 года произошёл серьёзный роялистский мятеж, успешно подавленный генералом Ламбертом. Два месяца спустя войска Ламберта разогнали парламент, однако другие генералы не поддержали его действия.
Конфликт разрешился неожиданно. Популярный в армии генерал Джордж Монк, не попавший в правящую военную группу, двинул свои войска из Шотландии на Лондон и в феврале 1660 года совершил государственный переворот. Ламберт был арестован и брошен в Тауэр. Монк созвал новый парламент, вновь включив в его состав всех пострадавших от «Прайдовой чистки». Первый же принятый парламентом закон объявлял недействительными все республиканские правовые акты (принятые после 1648 года). Затем Монк был утверждён на посту главнокомандующего вооружёнными силами страны, после чего были назначены выборы нового парламента (март 1660).
В новой обстановке значительная часть депутатов выступала за восстановление монархии, и Монк вступил в переговоры с принцем Карлом (через его канцлера Эдуарда Хайда). 4 апреля 1660 года Карл обнародовал т. н. «Бредскую декларацию», в которой обещал:
- всем участникам революции (кроме «цареубийц», подписавших смертный приговор Карлу I) будет объявлена амнистия;
- крупная задолженность офицерам и солдатам будет немедленно выплачена;
- он не намерен требовать перераспределения собственности и будет уважать права и привилегии парламента и английских граждан;
- англиканская церковь останется господствующей в Англии, к остальным конфессиям будет проявляться терпимость;
- оставшиеся спорные вопросы будут переданы на рассмотрение парламента.

25 апреля новоизбранный парламент, в котором пресвитериане и роялисты получили большинство, пригласил Карла занять престол трёх королевств. Одновременно была восстановлена в прежнем составе палата лордов. 29 мая 1660 года, в день своего тридцатилетия, Карл II триумфально вернулся в Лондон и был провозглашён королём.
После Реставрации Англия, Шотландия и Ирландия вновь стали рассматриваться как отдельные государства с общим королём. Англиканская церковь восстановила своё привилегированное положение в Англии (особенно для государственных служащих), а пуританские конфессии подвергались разного рода ущемлениям вплоть до «Славной революции» 1688 года.